# Архитектура Иерусалимского храма

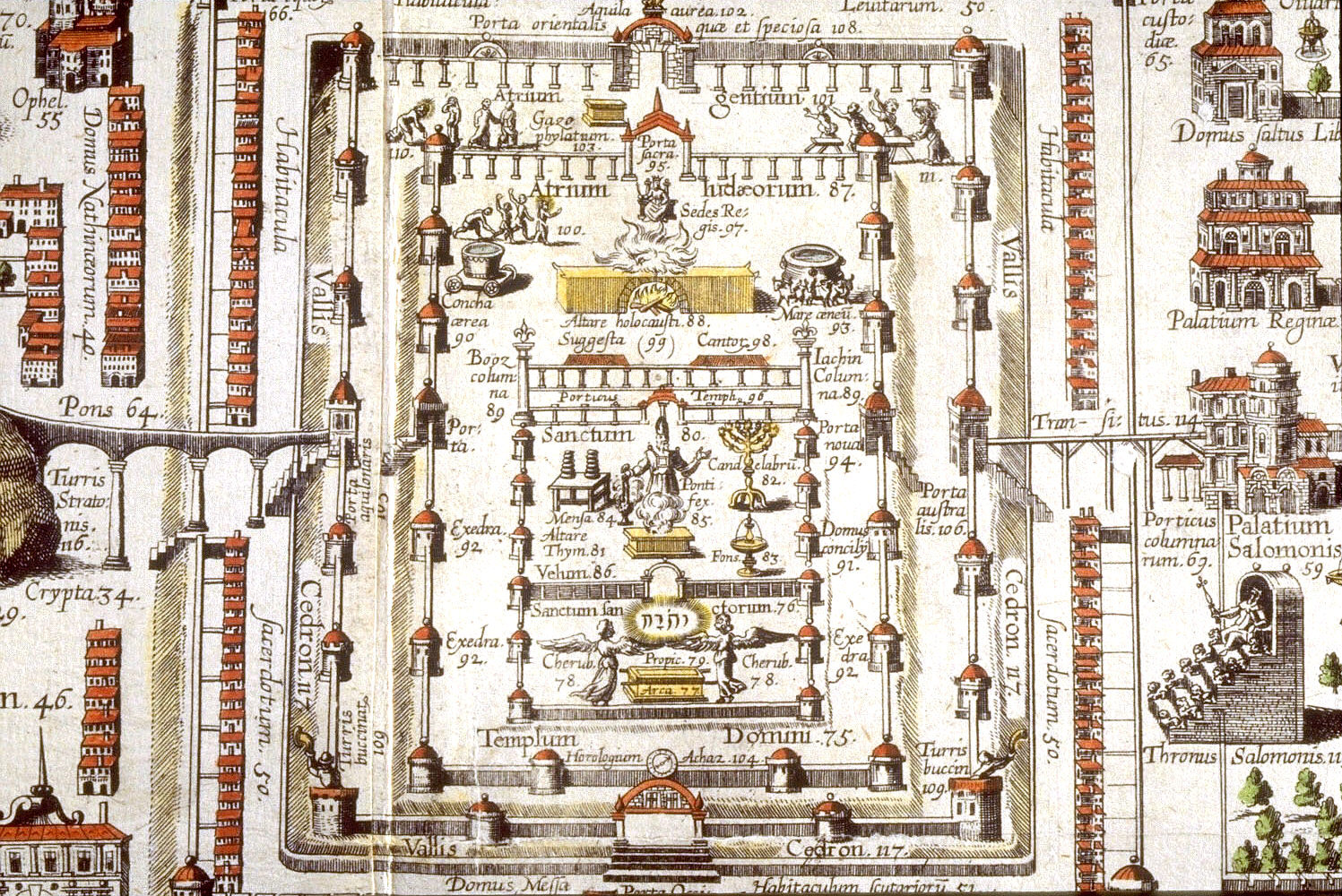
Реконструкция Второго Храма (Christian van Adrichom, Köln, 1584)

Иерусалимский храм (ивр. בֵּית הַמִּקְדָּשׁ‎, Бет а-Микдаш, то есть «Дом Святости»; ивр. מִּקְדָּשׁ‎, Микдаш) являлся центром религиозной жизни еврейского народа между X веком до н. э. и I веком н. э. Храм располагался на Храмовой горе (ивр. הַר הַבַּיִת‎, Хар а-Баит) в Иерусалиме, и служил единственным разрешённым местом жертвоприношений Единому Богу, которые приносились коэнами и левитами. Храм также являлся объектом паломничества всех евреев три раза в год: на Песах (Пасху), Шавуот (Пятидесятницу) и Суккот (Праздник Кущей).
На протяжении истории в Иерусалиме стояли два еврейских Храма, однако, с точки зрения архитектуры, их было три: Храм Соломона, Храм Зерубавеля и Храм Ирода. Также существует описание Храма из пророческого видения Иезекиила (Иехезкеля) (Иез. 40 — 48), относящееся к будущему Третьему Храму.

## Общие особенности Иерусалимских храмов
Храмы, существовавшие в Иерусалиме, отличаются друг от друга множеством архитектурных особенностей и деталей, следуя, тем не менее, основному образцу, общему для всех. Маймонид выделяет главные детали, которые должны присутствовать в еврейском Храме и они являются общими для всех храмов в еврейской истории:

Следующие вещи являются главными при постройке Храма: делают в нём Кодеш (Святилище) и Кодеш а-кодашим (Святая святых) и перед Святилищем должно быть помещение, которое называется Улам (Притвор); и всё вместе называется Хейхал. И возводят ограду вокруг Хейхала, на расстоянии не меньшем, чем то, что было в Скинии; и всё, что внутри этой ограды называется Азара (двор). Всё же вместе называется Храм.
— Маймонид, Мишнэ Тора, Законы Храма, 1:5
По степени святости порядок частей Храма следующий:
- Святая святых (קודש הקודשים, Кодеш а-кодашим или דביר, Двир) — наиболее священное отделение Храма, в котором помещался Ковчег Завета[3]. Туда не входил никто, кроме первосвященника, который совершал там обряд воскурения раз в году, в Йом Киппур.
- Святилище (הקודש, а-Кодеш или היכל, Хейхал[4]) — наибольшее отделение Храма, где происходила основная храмовая служба и из которого проход вёл в Святая святых. Здесь находились: Менора, Стол хлебов предложения и Жертвенник воскурения.
- Притвор (אולם ,Улам) — западное отделение Храма, которое отделяло святое от мирского и служило вестибюлем. В Скинии эта часть отсутствовала.
- Вокруг здания Храма ограда определяла территорию храмового двора (חצר, Хацер или העזרה, Азара), где помещались жертвенник всесожжения и медный умывальник.
- Территория вокруг всего этого комплекса, который и назывался «Храм», в Скинии называлась «Лагерь левитов» (Маханэ левия), поскольку там на стоянках размещалось колено левитов, а в Храме — «Храмовая гора» (Хар а-Баит). Часть этой территории составлял «Женский двор» (Эзрат нашим), однако неизвестно, существовал ли он во всех храмах.

## Трудности реконструкции
Следует отметить, что попытки реконструкции внешнего вида Иерусалимских храмов и их чертежи, которые создавались в течение веков, немало отличаются один от другого. Это обусловлено несколькими трудностями:
- литературные источники, в силу своей природы, допускают разные варианты толкования различными исследователями. Это усугубляется ещё тем, что существуют разногласия по поводу значения тех или иных технических терминов, а в описании храмов отсутствуют важные архитектурные детали.
- дополнительные трудности возникают из-за противоречий между различными источниками: различными версиями преданий у еврейских законоучителей, еврейскими и внешними литературными источниками и т. п.

В подобных случаях исследователи руководствуются различными аргументами в пользу того или иного источника, который, по их мнению, имеет большую авторитетность и надёжность. В зависимости от этого они решают, какой метод предпочесть — согласование обоих источников или принятие лишь одного из них. В целом сомнения возникают лишь по поводу деталей, в то время как общая картина вполне определённа.

## Архитектура Храма Соломона
Основные источники, по которым можно составить представление о внешнем виде и внутреннем устройстве Храма Соломона, — это I Цар. (3Цар.) (гл. 6 — 7) и II Хрон. (2Пар.) (гл. 2 — 4). Описание Храма Иезекиила (Иез. 40 — 48) может также быть использовано для восстановления представления о Храме Соломона, поскольку в этом описании, несомненно, имеются элементы, взятые из действительности.
Не известно ни одного внешнего, нееврейского источника, который бы описывал Храм Соломона. Многие исследователи исходят из предположения, что, поскольку архитекторами Храма Соломона были финикийцы, в его архитектуре должны присутствовать немало элементов других храмов Древнего Востока.
До сих пор не найдено и прямых археологических свидетельств из Храма Соломона, поскольку непосредственно на Храмовой горе археологические раскопки никогда не проводились. При просеивании земли с Храмовой горы были найдены некоторые косвенные свидетельства, среди которых камень с именем священника из священнической семьи, которая упоминается в книге пророка Иеремии (Йирмиягу) (Иер. 20:1), а также наконечник стрелы, подобные которому использовались в армиях Навуходоносора.
Храм, построенный Соломоном в Иерусалиме, принципиальным образом отличался от всего, что ему предшествовало в еврейской истории. Впервые Храм был возведён в качестве постоянного и основательного каменного здания в совершенно определённом и особом месте.

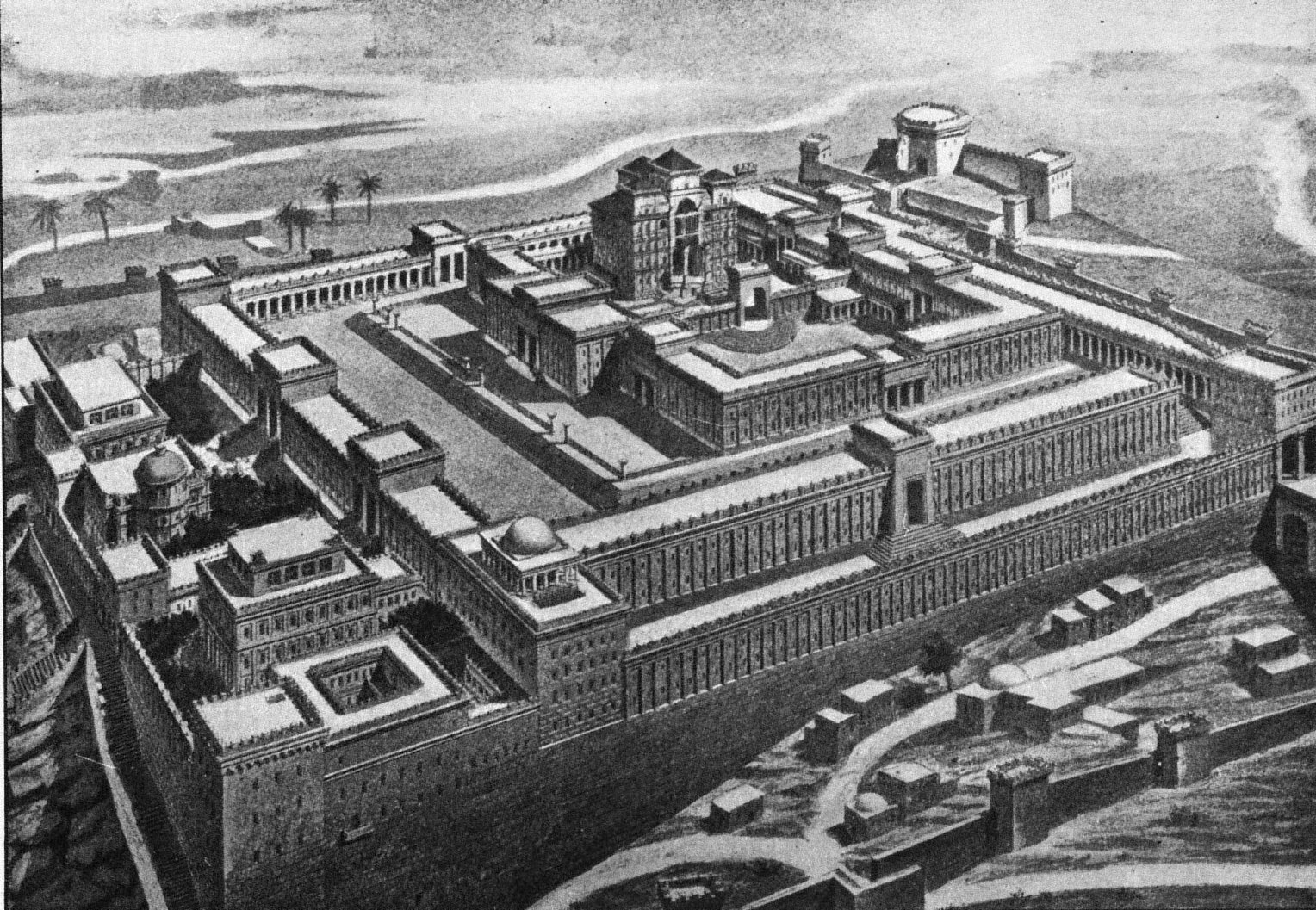
Изображение Храма Соломона в представлении крестоносцев.

Священная территория Храма имела две главные части: двор (Азара) и здание Храма (Хейхал).

### Двор Храма
Двор занимал большую площадь и был разделен на две части: внешний двор и внутренний.
При входе на территорию Храмовой горы, попадали прежде во «внешний двор», который назывался также «большим» (Эзра гдола) или «новым», то есть расширенным. Этот двор предназначался для народа — здесь происходили народные собрания и молитвы. Особенно много людей собиралось здесь по праздникам: в Субботу, дни новолуния (Рош Ходеш) и в праздники Паломничества (Песах, Шавуот и Суккот). Во «внешний двор», кроме главного входа с востока, вели ещё входы с севера и с юга (со стороны дворца). С этих трёх сторон к нему примыкали здания для священников и кладовые.
Через внутренние «южные» ворота, покрытые медью, поднимались во «внутренний двор», который назывался также «верхним», поскольку находился выше внешнего двора, или «двором священников», поскольку предназначался для священников и непосредственно примыкал к зданию Храма. Он был построен из трёх рядов обтёсанного камня и из ряда кедровых брусьев и был окружён низкой оградой в три локтя высотой, чтобы через неё народ мог видеть священнодействие. Цари могли входить в этот двор прямо из дворца через верхнюю галерею (Алия), так что им не нужно было проходить через внешний двор. При входе во внутренний двор помещалось нечто вроде ораторской трибуны (Амуд, то есть «столб»), с которой цари обращались с речами к народу.
В этом внутреннем дворе, перед входом в Притвор, стоял большой медный Жертвенник всесожжения, на котором совершались жертвоприношения животных. Он представлял собой квадратную трёхступенчатую конструкцию 20 локтей длиной, 20 шириной и 10 высотой. Первая ступень (10×10 м), погружённая в землю и обведённая кюветом, была высотой в 1 м; вторая ступень (8×8 м) — высотой 2 м; третья (6×6 м) — высотой в 2 м — называлась Харэль, на её углах было четыре «рога». С восточной стороны к жертвеннику примыкали ступени.
В стороне от жертвенника, к юго-востоку от здания Храма, помещалось «медное море» (большая бронзовая чаша), служившее для омовения священников. Оно было одним из наиболее значительных технических достижений храмовых ремесленников. Диаметр «моря» составлял 10 локтей, длина его окружности 30, высота — 5, а ёмкость — около тысячи м³. Толщина его стенок была приблизительно 7,5 см, так что вес «моря» должен был быть около 33 тонн. «Море» стояло на 12 медных быках — по три с каждой стороны света. По сторонам двора (на севере и юге) стояли десять медных умывальников, по пяти в каждой стороне, для омовения жертв. Умывальники были украшены изображениями херувимов, львов и быков и стояли на медных «подставках» (мехонот) на больших колёсах.

### Здание Храма
|  |  |  |  |

Здание Храма было каменным и располагалось в центре внутреннего двора. Его длина составляла 60 локтей (с востока на запад), ширина — 20 локтей (с севера на юг) и высота — 30 локтей (соответственно 30×10×15 м). Храм был, таким образом, в длину и ширину вдвое больше Скинии Моисея, а в высоту — втрое. Впрочем, приведённые цифры указывают только внутренние размеры здания Храма, толщина его стен не указана, однако в описании Храма Иезекиила она составляет 6 локтей. Крыша Храма была плоская и была сложена из кедровых брёвен и досок. Она не опиралась на колонны в центре зала, как это было принято в храмовом строительстве этого периода.
Внутренние стены Храма были обшиты кедром и покрыты золотом, так же, как и его пол и вышки над Святая святых и над Притвором. Убранство их состояло из выпуклых изображений херувимов, пальм и распускающихся цветов, заключённых в квадратные клетки решётки.
В плане здание Храма было продолговатой формы и состояло из трёх смежных помещений одинаковой ширины — Притвора (Улам), Зала (Хейхал или Кодеш) и Святая святых (Двир или Кодеш а-Кодашим).
Притвор (Улам), составлявший восточную часть Храма, отделял святое от мирского. Он имел 20 локтей в ширину (с севера на юг) и 10 локтей в длину (с востока на запад). Его высота указана в Хрониках в 120 локтей, однако не исключено, что слово меа (сто) в тексте лишнее. Притвор, таким образом, был одной высоты со Святая святых и на 10 локтей ниже Хейхала. Эти 10 локтей, вероятно, занимала вышка. В то же время, по мнению многих еврейских комментаторов (в том числе, РаДаКа), высота Притвора была действительно 120 локтей, в то время как высота Хейхала и Святая святых составляла всего 30 локтей.
В Притвор поднимались по ступеням, а с двух сторон от входа стояли две медные колонны: правая называлась «Яхин», левая «Боаз». Каждая колонна имела в окружности 12 локтей и была высотой 18 локтей и ещё 5 локтей занимал венец. В Притворе, по-видимому, ничего не помещалось.
Святилище Хейхал, где велось богослужение, был самым большим помещением Храма и по размерам не уступал большим храмам Ближнего Востока. Он был длиной 30 локтей, шириной — 20 и высотой — 30 (приблизительно 15×10×15 м). В Хейхал вела из Притвора двустворчатая кипарисовая дверь шириной 10 локтей, украшенная вырезанными на ней херувимами, пальмами и распускающимися цветами. На косяке двери была укреплена мезуза из оливкового дерева. Толщина стены между Притвором и Хейхалом была 6 локтей. В верхней части стен располагались окна.
Внутри стояла золотая Менора Моисея, по обеим сторонам от которой (вдоль северной и южной стен Хейхала) располагались ещё по пять золотых семисвечных светильников, которые отлил Хирам. Эти светильники горели постоянно и освещали Храм и днём и ночью. Также у стен помещались по пяти золотых Столов хлебов предложения. Перед входом в Святая святых стоял небольшой (1×1×1,5 м) Жертвенник воскурения из кедрового дерева, покрытого золотом, для воскурения фимиама.
В глубине Хейхала находилась Святая святых (Двир), отделённая от него каменной стеной, обшитой кедром, в которой была кипарисовая дверь, с косяками из оливкового дерева, закрытая дорогой завесой (парохет). Святая святых была кубической формы, 20×20×20 локтей, то есть на 10 локтей ниже, чем Хейхал, по-видимому, из-за более высокого пола и более низкого потолка, над которым находилась вышка (как другая над Притвором), служившая для хранения священных предметов. В Святая святых находился только Ковчег Завета, в котором хранились Скрижали Завета. Ковчег был установлен на каменном пьедестале, высотою в 3 пальца от уровня пола. Этот камень назывался Эвен а-Штия («Камень основания») — легендарный Краеугольный камень, который, по преданию, находится точно в центре Земли и является подножием Всевышнего. Длинной своей стороной Ковчег был поставлен от востока к западу, а его шесты упирались в противоположные стены. Два гигантских херувима из оливкового дерева, покрытые золотом простирали по одному крылу над Ковчегом, касаясь стен другими. Херувимы были высотой 10 локтей (5 м), а каждое их крыло было 5 локтей (2,5 м). В Святая святых не было окон, и она ничем не освещалась. Туда не входил никто, кроме первосвященника, который совершал там обряд воскурения раз в году, в Йом Киппур.
К зданию Храма с трёх сторон (за исключением лицевой, восточной) примыкало трёхъярусное каменное строение, йациа (יציע), с множеством комнат, целаот (צלעות). Судя по всему, йациа представляла собой крытую галерею. Каждый её этаж делился приблизительно на 30 комнат, которые использовались в качестве складских и для других подсобных целей. Вход в комнаты был с южной стороны, откуда вела витая лестница во все три яруса. В каждой комнате было по одному окну с решётками.
Фундамент, на котором стояло основание Храма, похоже был довольно высоким, так что его первый этаж был на уровне второго этажа галереи. Длина комнат нижнего этажа составляла 5 локтей, среднего — 6 локтей, а третьего, верхнего, — 7 локтей, что было следствием уменьшения толщины стен. В самом низу наружная стена здания Храма, по-видимому, была 6 локтей, на втором этаже эта толщина уменьшалась до 5 локтей, а на третьем этаже она уже доходила до трёх локтей. Сужение стены вверху оставляло больше площади для галереи, для которой внешняя стена Храма служила внутренней стеной. Этажи галереи, таким образом, не сужались кверху, подобно пирамиде, а наоборот — расширялись.

## Архитектура Храма Зерубавеля

Изображение будущего Храма по книге пророка Иезекиила, гл. 40-48

Об устройстве Храма Зерубавеля имеются лишь немногие разбросанные заметки, на основании которых нельзя составить цельного представления об этом здании. Сохранившиеся у Иосифа Флавия сообщения Гекатея из Абдеры, современника Александра Македонского, немного дополняют библейские данные. В Мишне трактат Миддот посвящён устройству Второго Храма. Остаётся неясным, относится ли это описание к Храму до перестройки его Иродом или после.
Пророческое описание грядущего Храма Иезекиила (Иез. 40—48) довольно туманно и неопределённо, поэтому, по мнению Маймонида, строители Второго Храма были вынуждены сочетать в нём архитектуру Храма Соломона с теми элементами Храма Иезекиила, описание которых достаточно ясно и понятно.
Иерусалимский храм был восстановлен на прежнем месте и, вероятно, занимал ту же площадь, что и Храм Соломона, по образцу которого он был построен. Однако по роскоши и славе Второй Храм не мог сравниться с Первым, его главная святыня — Ковчег Завета — была утрачена. В начале персидского периода Храм был скромных размеров и сравнительно небогато украшен. Однако по мере увеличения численности и улучшения экономического положения евреев здание расширяли и украшали.
Основанием Храму служила Храмовая гора, имевшая площадь 500×600 локтей (приблизительно 75 тыс. м²). Низшая её точка находилась на востоке, постепенно повышаясь, она достигала высшей точки на западе. Со всех сторон Храмовую гору окружали стены.
Главным входом на Храмовую гору, через который на неё поднимались десятки тысяч евреев, служили расположенные на юге, почти в середине стены, двойные ворота. Ворота направо служили для входа, налево — для выхода. Ворота эти назывались «Алдама» или «Хульда» (חולדה), по имени пророчицы, которая, по преданию, пророчествовала на этом месте. Здесь же находилась свободная площадь в 265 локтей ширины.
Следующая за ней площадь имела лишь 115 локтей и находилась на востоке. Восточные ворота назывались «Шушан» (שושן), то есть Сузские, поскольку на них был изображён город Сузы, столица Персии, в качестве знака признательности персидскому царю, который дал разрешение на постройку Храма, а также должен был служить напоминанием народу о том, откуда он пришёл.
Северные ворота — «Тади», «ворота лишений», были сделаны в виде треугольника. Их название объясняется тем, что ими пользовались во время траура, ритуально нечистые и те евреи, кто был отлучён от общины (херем). Площадь перед ними была всего в 100 локтей².
Наименьшая площадка, в 65 локтей², находилась на западе. Западные ворота назывались «Kironus», то есть «садовые», так как примыкали к садам и огородам, посаженным первосвященником Иехошуа, доходы с которых шли на фимиам. Размеры ворот были: 20 локтей ширины и 10 локтей высоты.
Высота стен, окружавших Храм, не указана. По-видимому, они не очень высоко поднимались над крышей. По сообщению Аристея (III в. до н. э.), они были высотой около 70 локтей. Восточная стена, однако, была ниже других, вероятно не выше 20 локтей, для того, чтобы первосвященник, сжигающий рыжую корову на Масличной горе, мог видеть Храм. Толщина стен Храмовой горы составляла 5 локтей.
На восточной стороне шли 39 ступеней, по 1/2 локтя каждая, за исключением одной, которая была в целый локоть (всего 20,5 локтей). Эти ступени вели в Хейхал, находившийся почти на одном уровне с верхней частью восточной стены. На Офеле (южный склон Храмовой горы) и на территории между внешней стеной Храма и городской стеной жили священники и храмовые служители.
Решётчатая деревянная изгородь (сорег) высотой 10 ладоней, на расстоянии 10 локтей от внешней стороны стен, окружавших храмовые дворы, охватывала Храм со всех его сторон, и площадь, отделяемая ею от стен, называлась Хель («мирское»). За её границу было запрещено заходить ритуально нечистым и язычникам. Входы в неё, напротив ворот, охранялись. Эта ограда вызывала неприятное чувство у язычников, и, захватив Храм, греки проломили 13 отверстий в сорег, который был, однако, снова восстановлен после победы Маккавеев.

### Двор Храма
12 мраморных ступеней в 42 локтя высотой вели от Хель во дворы. Ступени были защищены от солнца и дождя и служили народу местом, где он мог собираться и отдыхать.
Пространство внутри сорег представляло собой два двора (Азара): квадратный (135×135 локтей) «внешний двор» или «женский» (Эзрат нашим) и «внутренний двор» («верхний»), который составляли «двор Израиля» (Эзрат Исраэль) на востоке и «двор священников» (Эзрат а-коханим) на западе. Оба двора, то есть нижний и верхний вместе, имели площадь в 135×322 локтя, внешний двор 135×135 локтей, внутренний — 135×187.
Во внешнем дворе находились кладовые (в них хранились привезённые Эзрой из Вавилонии золото, серебро и храмовая утварь) и кельи для священников, а Иосиф Флавий сообщает о колоннадах, окружавших Храм. В каждой из четырёх стен внешнего двора были ворота.
Во внутренний двор вели ворота, расположенные на восточной и на южной стороне внешнего двора. Он был на 7,5 локтей выше внешнего, и к нему вели 15 ступеней, каждая высотой в 1/2 локтя. Стоя на этих ступенях, левиты пели так называемые «гимны ступеней» (15 псалмов: Псал. 120—135), в день праздника «водолития».
«Двор Израиля» был открыт для всякого еврея, находящегося в состоянии ритуальной чистоты, и представлял собой узкую террасу в 135 локтей с севера на юг и 11 локтей с востока на запад. Этот двор фактически был частью «двора священников». Оба двора были окружены стеной высотой в 40 локтей, на которой были выставлены трофеи, захваченные у врага Хасмонеями.
«Двор священников» (135×176 локтей), где проходила храмовая служба, представлял как бы продолжение «двора Израиля». Он был всего на 2,5 локтя выше «двора Израиля» и отделён от него большими тёсаными камнями.
Здесь находился большой четырёхугольный Жертвенник всесожжения, сложенный из неотёсанных камней. Он был возведён на основании жертвенника Первого Храма, но в отличие от него располагался не в центре внутреннего двора, а был несколько смещён к югу, открывая вид на здание Храма. В Храме Ирода жертвенник был квадратным (32 локтя²), однако, согласно Гекатею из Милета, первоначально он имел 20 локтей в длину и 10 локтей в ширину, как и в Храме Соломона. На каждом из его углов был «рог». В юго-западном углу жертвенника было два отверстия для стока крови жертвенных животных. Эта кровь стекала в трубу, которая вела к реке Кидрон. Возле этого угла были также две чаши, где совершались возлияния вина и воды.
135 локтей ширины двора с севера на юг разбивались следующим образом: на расстоянии 8 локтей от стены были расположены четыре ряда брёвен, занимавших 12,5 локтей, на которых потрошили жертвенных животных. Затем к югу от них стояло восемь столов в два ряда, на которых мыли жертвенных животных (Мишна, Миддот III, 5), четыре локтя свободного пространства, за которым следовала площадь в 24 локтя; здесь к 24 прикреплённым к почве жертвенным кольцам привязывали животных во время заклания. Кольца шли в четыре ряда. От этой площадки отделяли жертвенник 8 локтей свободного пространства, 32 локтя занимал жертвенник, 30 локтей — подъём (кевеш), наклонная плоскость, по которой поднимались на жертвенник. Перед кевеш стояли два стола, а на юго-запад от него находился умывальник.
По Сиракиду, первосвященник Симон Праведный (Шимон а-Цаддик) устроил во дворе Храма большой медный бассейн с водой.
Впереди «двора священников» возвышалась эстрада (Духан) в форме трёх каменных ступеней, с верхней священники благословляли народ. Пространство между началом «двора священников» и Притвором Храма равнялось 54 локтям.
На север от второго двора находилась «палата очага» (Бет а-мокед), вдававшаяся в Хель, её часть была отведена под пост для патруля. Над этой обширной палатой высился купол; с нею же сообщались четыре небольших покоя. В одном содержались жертвенные агнцы, в другом пекли «хлебы предложения», в третьем хранились камни жертвенника, осквернённого греками в четвёртом — ванная. Деревянная изгородь отделяла священную часть «палаты очага» от мирской в Хель.
Несколько других комнат, построенных под внутренним двором, вели во внешний двор, из них две были отведены для нужд левитов музыкантов, там они упражнялись в своем искусстве. Во внутреннем дворе сверху имелись ещё две комнаты, по обеим сторонам от «ворот Никанора». Направо — комната Пинхаса, хранителя облачений священников, заведовавшего также распорядком службы священников, которые делились на 24 «череды» (мишмарот). Налево помещалась комната пекарей, изготовлявших ежедневно шесть оладий для утреннего и столько же для вечернего жертвоприношения.
По обеим сторонам этого двора помещались шесть палат, по три на север и на юг; на север была помещена каменная палата (Лишкат а-газит), где заседал Синедрион, палата с чаном для питьевой воды и особая палата была предоставлена первосвященнику — «палата советников». На южной стороне были: палата для обмывания жертв, соляная палата, кожевенная палата.

### Здание Храма
Согласно книге Эзры (Ездр. 6:3), Кир повелел, чтобы новый Храм имел 60 локтей в ширину и 60 в высоту (возможно, что и в длину он также имел 60 локтей). Второй Храм был, таким образом, даже больших размеров, чем Первый. Неизвестно, однако, был ли Храм Зерубавеля действительно построен по этому плану. Гекатей характеризует Храм неопределённым выражением «большое здание». Отрывочная заметка в книге Эзры (Ездр. 6:4), где говорится о трёх рядах каменных плит и одном ряде «нового дерева», относится не к стенам Храма, а к каменной ограде двора. Возможно, что Второй Храм не был возведён на фундаменте Первого, а располагался на 35—50 локтей дальше к северо-западу.
Примечательно, что Второй Храм перекрывал своим сводом пролёт длиной 35 метров, и это за много веков до изобретения подобного типа перекрытия римлянами. К тому же в главной башне Храма существовало ещё три больших арки. Для отделки Храма использовались, так же как и в Первом Храме, кипарис и кедр.
В Святилище (Хейхал), вход в которое был закрыт занавесью, находилась только одна Менора, один Стол хлебов предложения и покрытый золотом Жертвенник воскурения.
Святая святых (Двир), закрытая занавесью, была, по общему мнению, совершенно пуста — на месте Ковчега находился камень, высотой в три пальца. На этот камень первосвященник в Йом Киппур ставил кадильницу.

## Архитектура Храма Ирода

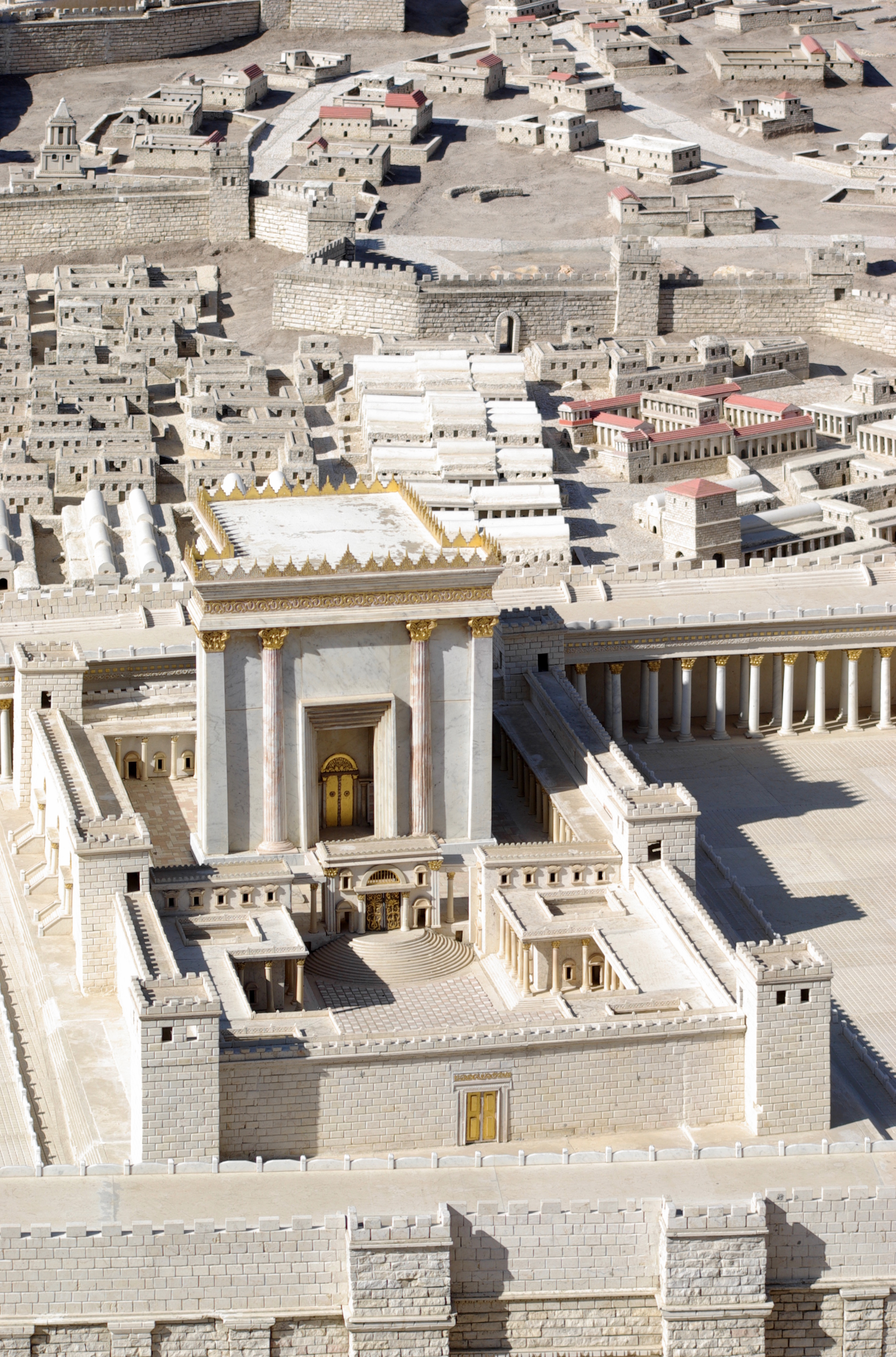
Фрагмент макета-реконструкции Иерусалимского храма Ирода Великого

Основными источниками сведений о Храмовой горе и Храме являются трактаты Мишны «Миддот» и «Тамид» и некоторые другие тексты Талмуда и Мидрашей, а также детальное описание здания Храма Иосифа Флавия в его трудах «Иудейские Древности» (XV, 11) и «Иудейская Война» (V, 5:1-6). Ещё одним источником является Новый Завет, в котором также содержится описание Храма. Помимо этого существуют многочисленные археологические свидетельства, полученные в результате раскопок на участках к югу и к западу от Храмовой горы. Они дополняют сведения, взятые из литературных источников, о внешних территориях Храмовой горы, о галереях и воротах Храма. Однако при реконструкции самого здания Храма исследователи вынуждены целиком полагаться на описания, содержащиеся в литературных источниках, поскольку непосредственно на Храмовой горе археологические раскопки никогда не проводились.
По своей площади реставрированный Иродом Храм достиг тех размеров, которые были указаны Храмом Соломона, сохранив в своём плане и общих формах его особенности. При его строительстве использовался главным образом белый камень, ворота и многие из украшений были отделаны серебром и золотом. Талмуд утверждает, что «тот, кто не видел Храма Ирода, никогда в жизни не видел красивого здания».
Прежде всего, Ирод удвоил площадь Храмовой горы (144 тыс. м², периметр — 1550 м). Подобные размеры были достигнуты за счет строительства двух мощных поддерживающих стен: южной стены, длиной 280 метров, и западной стены, длиной 485 метров, из камней весом до 100 тонн. Работы на Храмовой горе полностью изменили топографию местности данного участка. Различия в высоте были преодолены с помощью срыва высоких участков, заполнения котловин грунтом и камнями и строительством системы арок, помещения под которыми служили также хранилищами и подземными переходами. Территория Храмовой горы имела теперь вид четырёхугольника, по форме похожего на трапецию. Поддерживающие её стены вздымались на высоту около 30 метров над уровнем улиц, примыкавших к горе с юга и запада. Участок западной стены, который служит местом молитвы в наши дни («Стена плача»), является лишь небольшим фрагментом западной стены того времени.
Наружные стены Храма были значительно исправлены. В некоторых местах, особенно по углам, в военных целях были построены башни. Стены были настолько широки, что они представляли достаточно места для целых военных отрядов.
На западной стене, обращённой к городу, располагалось специальное священническое крыло, имевшее значение нынешних минаретов в мечетях; с юго-западного её угла звуками трубы возвещали о наступлении Субботы или праздника.
Снаружи к стене — по меньшей мере, к её юго-западной части — примыкала площадь, состоявшая из нескольких уровней, соединённых ступенями; под самыми низкими уровнями этой площади были сделаны помещения для лавок торговцев.
Два моста вели к восточной стене Храмовой горы. О её высоте, увеличивавшейся ещё проходящим внизу ущельем, Флавий говорит, что она могла вызвать головокружение у смотревших сверху.
Хотя изнутри наружные стены Храма были гораздо ниже, чем снаружи, их высота была весьма значительна и, насколько можно судить по высоте упиравшихся в неё галерей, доходила до 35 локтей и более. Вдоль этих стен с внутренней стороны непрерывной линией проходили галереи, состоявшие на восточной, западной и северной сторонах из двух пролётов или аллей мраморных колонн, 25 локтей высоты, расположенных тремя рядами. Пол в галереях был составлен из разноцветных мраморных плиток, крыша состояла из кедровых балок. Так было выполнено Иродом древнее предписание «о трех рядах камней и одном ряде кедров» вокруг двора Храма. Для освещения внутренней части галереи служили большие окна в наружной стене, которые, при нападении неприятеля, использовались в качестве амбразур крепости. Украшениями этих галерей были развешанные здесь военные трофеи.
Северная и западная галерея были, вероятно, военными портиками, так как они имели непосредственную связь с крепостью Антония, лежавшей на перекрёстке двух этих портиков. Эти две галереи были менее людны, чем восточная и южная: народ избегал приближаться к башне Антония. По временам здесь ставились военные патрули для наблюдения за народным движением, особенно в дни больших праздников.
Восточная называлась притвором Соломона и служила для народных учителей местом учения и проповеди. Вполне возможно, что эта галерея выполняла функции синагоги.
Более сложного устройства была южная, наиболее отдалённая от Храма, галерея, которая имела четыре ряда колонн и три аллеи между ними. Она называется у Флавия «царской стоей» (галереей). О ней Иосиф Флавий пишет так: «это здание заслуживает того, чтобы рассказать о нём, больше, чем чтобы то ни было другое, находящееся под солнцем». Из подробного описания Флавия следует, что это было величественное сооружение в форме базилики с четырьмя рядами колонн. Два центральных ряда делили пространство галереи на три отделения: просторный зал посередине и два узких коридора сбоку. С внешней стороны помещения располагались два дополнительных ряда колонн. Эта галерея предназначалась для торговцев и выполняла функции римского Форума.
Со всех четырёх сторон внешней ограды галереи пересекались воротами и соединёнными с ними пристройками. Ворота были поставлены Иродом на тех же местах, где они стояли при Соломоне, за исключением западной стороны, обращённой к городу, где из-за возросшего населения города потребовалось увеличить число ворот во внешней стене Храма. Храм Соломона имел здесь двое ворот, Флавий же насчитывает их здесь четыре. Остатки почти всех ворот Храма Ирода сохранились до нашего времени.
На «царскую стою» поднимались по лестнице, опиравшейся на ряд арок. Лестница начиналась от мощёной улицы, проходившей параллельно западной стене Храма. До наших дней сохранился внушительный фрагмент данной лестницы, так называемая «арка Робинсона», которая располагается между рядами камней западной стены недалеко от её юго-западной оконечности.

### Двор Храма
За внешней стеной простирался двор, поражавший язычников своей величиной. Сюда сгонялись для продажи жертвенные животные, здесь же устраивались меняльные конторы, особенно перед праздниками. Площадь (Рахават ха-баит) была вымощена камнем и имела много фонтанов. Как внешние галереи Храма, так и площадь называются у христианских писателей двором язычников, поскольку доступ сюда был открыт всем, включая язычников. Кроме язычников, сюда могли входить и евреи, которые находились в состоянии нечистоты, и даже те, кто подвергся отлучению (херем). У Флавия внешний двор носит различные названия: внешнее, нижнее, первое святилище, в Талмуде он называется «мирским двором» (Хель).
На вершине Храмовой горы Ирод расчистил от посторонних построек обширное пространство (500×500 локтей), которое было тщательно отделено от остальной территории Храмовой горы и образовывало второе отделение Храма, которое у Флавия называется «внутренним двором» или «вторым святилищем». В Мишне этот двор называется Азара (עזרה), то есть заключённое оградой место среди площади. Внутренний двор, хотя и был окружён со всех сторон внешним двором, находился не в самом его центре: ближе всего к внешнему портику он был с западной стороны, несколько дальше внешней галереи он был на северной стороне, ещё дальше — на восточной и дальше всего внутренний двор находился от внешней галереи южной стороны. Таким образом, больше свободного пространства на внешнем дворе было на юге, и поэтому сюда были направлены большая часть внешних ворот (4 южных и двое западных).
Прежде чем подойти к лестницам, приводившим с внешнего двора во внутренний, посетитель Храма встречал барьер из резного камня в три локтя высотой, называемый в Мишне сорег. Этот барьер окружал внутренний двор со всех сторон. На равном расстоянии друг от друга на нём были укреплены таблички с надписями на греческом и латинском языках, предупреждавшие, что неевреям под страхом смерти запрещено входить на священную территорию храмового двора.
Стена внутреннего двора находилась на некотором расстоянии от барьера. Вокруг стен внутреннего двора была земляная насыпь шириной 10 локтей, примыкавшая к стене храмового двора. Со стороны внешнего двора она представляла 14 уступов, выложенных камнем и имевших вид лестниц. Исключение представляла только западная сторона, где насыпь не имела уступов.
Сама стена была устроена по образцу внешней стены первого двора, то есть представляла собой широкую крепостную стену с башнями для защиты против неприятеля. Из истории взятия Иерусалима римлянами известно, что, когда внешняя стена Храма была пробита, евреи укрылись за стеной внутреннего двора, которая в течение шести дней выдерживала непрерывные удары стенобитных машин римлян. Высота этой стены снаружи составляла, по Флавию, 40 локтей, что было в десять раз меньше наружной высоты стены внешнего двора. Изнутри же она имела всего 25 локтей высоты. Разность между наружной высотой стены и внутренней — 15 локтей, — была высотой подъёма, который вёл с внешнего двора во внутренний.
Внутренняя стена имела 9 ворот — четверо с севера, столько же с юга и одни с востока. Чтобы войти в ворота, нужно было подняться ещё на 5 ступеней. Таким образом, уровень внутреннего двора был ещё выше внешнего. Всё его пространство самой природой разделялось на две части: от восточных ворот на запад шла ровная площадь длиной 135 локтей, затем грунт горы подымался уступом на высоту 7 или 7,5 локтей.
Нижний уступ в восточной половине двора, который представлял собой правильный квадрат (135×135 локтей) назывался «Женский двор» (Эзрат нашим), поскольку был крайним пределом, до которого могли доходить женщины. Этот двор был окружён балконом. В каждом из его четырёх углов были квадратные приделы (40×40 локтей) без кровли:
- Юго-восточный служил назареям местом, где они приготавливали свои приношения по истечении срока обета и сжигали свои остриженные волосы.
- Северо-восточный был отведён под склад дров для нужд жертвенника и очага.
- Северо-западный обслуживал излечившихся от «цараат» (проказы), прежде чем их допускали во внутренний двор, для обряда помазания елеем и т. д.
- Юго-западный служил складом вина и масла для ламп и «мучных жертвоприношений».

В каждой из четырёх стен «женского двора» были ворота.
Верхний уступ был разделён на две части барьером, идущим с севера на юг: длинный и узкий (135×11 локтей) «двор Израиля» (Эзрат Исраэль), открытый для всякого еврея и «двор священников» (Эзрат ха-коханим) (188×135 локтей). «Двор священников» был приблизительно на 3 локтя выше «двора Израиля» и отделён от него большими тёсаными камнями. Оба двора были окружены стеной высотой в 40 локтей, на которой были выставлены трофеи, захваченные у врага Хасмонеями и Иродом. В середине этой стены, отделявшей «внутренний двор» от «женского двора», были ворота, которые Флавий называет подкоринфскими или верхне-коринфскими. Эти ворота находились прямо против ворот восточной стены женского двора.
Всего во двор священников вели семь или восемь ворот, между которыми (и частично над которыми) находились служебные помещения, где изготовляли фимиам (Бет Автинас), ванна для омовения первосвященника в Йом-Киппур (Бет ха-твила), помещения, в которых приготавливали хлебы предложения, заседал Синедрион и т. д.
Здесь осуществлялось большинство жертвоприношений, и находился большой квадратный (50×50 локтей) Жертвенник всесожжения высотой 15 локтей; на каждом из его углов были рогообразные выступы. В юго-западном углу жертвенника было два отверстия для стока крови жертвенных животных. Эта кровь стекала в трубу, которая вела к реке Кидрон. Возле этого угла были также две чаши, где совершались возлияния вина и воды. К жертвеннику восходили по подъёму (кевеш), примыкавшему к его южной стороне. Он был сооружён без железного инструмента, и никогда железо его не коснулось.
Между жертвенником и фасадом Храма находился медный сосуд с 12 кранами для омовения рук и ног священников.

### Здание Храма
Иосиф Флавий так описывает внешний вид Храма:

Внешний вид храма представлял всё, что только могло восхищать глаз и душу. Покрытый со всех сторон тяжёлыми золотыми листами, он блистал на утреннем солнце ярким огненным блеском, ослепительным для глаз, как солнечные лучи. Чужим, прибывавшим на поклонение в Иерусалим, он издали казался покрытым снегом, ибо там, где он не был позолочен, он был ослепительно бел.
— Иосиф Флавий, «Иудейская Война» V, 5:6
На платформе, возвышавшейся на 6 локтей над внутренним двором, стояло здание Храма из зелёного и белого мрамора. Так как площадь горы, по мере приближения к Храму, подымалась всё круче и круче, то и само здание Храма, высоко поднимавшееся над окружавшими его дворами, видно было со всех концов города. На платформу со стороны фронтона Храма вели 12 ступеней, 1/2 локтя каждая. Сама платформа представляла собой циклопическую стену, размер каменных глыб которой достигал 45 локтей длины, 5 локтей высоты и 6 ширины. Для всей длины платформы подобных камней требовалось не более трёх.
Здание Второго Храма было построено по образцу Первого Храма. Все отделения Храма Соломона имелись и здесь: Притвор или Улам (אולם), Святилище или Хейхал (היכל) и Святая святых или Двир (דביר). Длина и ширина Святилища и Святая святых остались те же. Остались и трёхъярусные боковые пристройки вокруг Храма, в том же количестве и порядке их расположения. Существенно отличался Храм Ирода от Храма Соломона своей высотой.
По описанию Флавия и законоучителей, посещавших Храм, его высота была 100 локтей, такая же была и его длина. Фасад здания был обновлён и имел квадратную форму — 100×100 локтей. Задняя часть здания была такой же высоты, но лишь 60 локтей в ширину. Фасад был украшен четырьмя колоннами коринфского ордера. Храм имел плоскую крышу, окружённую балюстрадой в три локтя высоты. Чтобы не допускать птиц садиться на кровлю, она была вся уставлена золотыми заострёнными спицами в локоть высоты.
Притвор имел в длину 70 локтей, а с востока на запад — 11. Его входные ворота (40 локтей высоты и 20 ширины) были открыты, и через них была видна большая завеса (масах), открывавшаяся в часы богослужений. Она была богато расшита белым, голубым, алым и пурпуровым цветами. Притолока входа состояла из пяти дубовых балок, положенных друг на друга и украшенных искусной резьбой. Первая балка над входом выдавалась всего на один локоть с каждой стороны, вторая на два, и т. д. Таким образом, пятая балка имела в длину 30 локтей. Один ряд камней отделял одну балку от другой. Поперечные балки из кедра шли от стены Притвора к Хейхалу.
Стена Притвора, толщиной в пять локтей, в середине была прорезана огромной амбразурой, имевшей, по Флавию, 70 локтей в высоту и 25 в ширину, согласно Мишне её размеры были 50 и 20 локтей. С потолка Притвора спускались золотые цепи, по которым взбирались молодые священники для надзора за венцами (атарот) в окнах Храма.
Внутри Притвора помещалось два стола: мраморный направо, на него клали свежие «хлебы предложения» до того как их вносили в Хейхал, и золотой, налево, на котором помещались старые священные хлебы предназначенные в пищу священникам. По обе стороны Притвора были расположены служащие складами для ножей палаты (11×15×8 локтей³). По-видимому, хранение ножей не было их единственным назначением. Калитки по обе стороны Притвора вели в кельи, окружавшие Хейхал. Южная калитка всегда находилась под замком.
Из Притвора «Великие ворота», закрывавшиеся двумя двустворчатыми дверьми (10 локтей ширины и 20 высоты), вели в Хейхал Храма. Флавий пишет, что эти ворота были сделаны из золота, которое было подарено Иродом, и раскрывались с чрезвычайным трудом, так что для этого требовались совокупные усилия 20 священников. «Великие ворота» Храма также закрывались снаружи богатейшей завесой, висевшей на золотом пруте; она была тех же четырёх цветов, что и завеса Скинии, с изображениями небесных звёзд. Флавий называет выделку этой завесы вавилонской. В праздничные дни, когда в Храм приходили значительные массы народа, завеса Притвора подымалась, чтобы народ мог видеть внутренность Святилища. Над воротами, на стене Притвора, висела золотая виноградная гроздь, увешанная различными дарами, приносимыми в Храм. Виноградная гроздь была одним из символов Израиля.
Толщина стен Хейхала была 6 локтей, высота — 100 локтей, из которых 6 локтей приходились на фундамент, 40 локтей была высота внутреннего Зала и ещё 40 локтей — высота аттика (верхнего яруса здания); остальные 14 локтей занимали отделка филёнчатой работой, балюстрада и пр. Храм, таким образом, был двухэтажным зданием, оба этажа которого были одинаковых размеров.
Как и в Храме Соломона, Хейхал Второго Храма был окружён кельями. Всего в боковых пристройках было 38 помещений. На севере и юге их было по 15, расположенных в три яруса по 5 келий; нижний ярус в 5 локтей глубины, средний в 6 и верхний в 7. Длина кельи с востока на запад не указана, скорее всего, она составляла около 14 локтей. На западе было 8 келий в три яруса, два яруса по три кельи, а верхний в две. Три двери соединяли каждую келью с соседними и верхнею, за исключением двух угловых на северо-востоке и юго-востоке, которые имели ещё по две двери для выхода в Хейхал и Притвор. Общий ход к кельям, у Флавия он называется золотой дверью, находился на северо-восточном углу. Окна келий были с выступами. Толщина их стен была 5 локтей и между нижними кельями и стенами, идущими с востока на запад из Притвора, параллельно северной и южной стенам Хейхала, находилось пространство в три локтя. На северной стороне это пространство занимала наклонная плоскость (мессиба), поднимавшаяся с востока на запад и соединявшаяся с верхним ярусом келий на северо-западе. Мост соединял верхние кельи на юго-западе с юго-восточным углом Хейхала, соединяя аттик посредством подъёмной двери и лестницы с его крышей. На южной стороне находился отвод для воды с крыши Хейхала и верхних келий. Назначение верхнего яруса Храма и вышеупомянутых келий в Талмуде не указано. Вероятнее всего, они предназначались для обороны и служили складами оружия и других военных припасов.
Сам Хейхал имел 20 локтей длины, 40 ширины, и столько же высоты. В нём располагались Стол хлебов предложения направо от входа, золотая Менора, налево, а покрытый золотом жертвенник воскурения находился между ними, ближе к Притвору. Окна Хейхала были у его верха. Высокие колонны разделяли Храм на три нефа.
В глубине Хейхала находилось наиболее священное отделение Храма, Святая святых (Двир) (20×20×40 локтей³), отделённое от Хейхала двойной завесой (парохет), которая, по Флавию, была вся траурная. Внешняя завеса была откинута направо, внутренняя — налево, а пространство, шириной в один локоть, между ними считалось неопределённым по своему характеру (мудрецы не пришли к согласию по вопросу — признавать ли его как часть Святая святых или Хейхала). Святая святых не имела никаких украшений и во Втором Храме была совершенно пуста — на месте Ковчега находился камень, высотой в три пальца (так называемый, «Камень Основания»). Раз в году — в Йом Киппур — первосвященник входил туда, чтобы возжечь фимиам и тогда ставил кадильницу на этот камень.
Ирод наложил на Храм отпечаток греко-римской архитектуры. Флавий глухо говорит о том столкновении, какое имел Ирод по этому вопросу с представителями иудейства. О том, что эта борьба была очень значительна, свидетельствует тот компромисс, которым она окончилась: устройство самого Храма было предоставлено традициям и вкусу самих священников, в то время, как переделка дворов, особенно внешнего двора, осталась за Иродом. Таким образом, двор Храма, предоставленный Ироду и его архитектурным вкусам должен был потерять свой традиционный характер: вместо прежних трёхэтажных помещений вдоль дворовых стен, вокруг дворов была возведена тройная колоннада в эллинистическом стиле. В этом стиле были построены также «ворота Никанора» и фасад Храма. Однако, что касается строений, непосредственно связанных с храмовой службой, то здесь использовался традиционный стиль Востока.

## Иерусалимский храм в западной культуре

### Сэр Исаак Ньютон

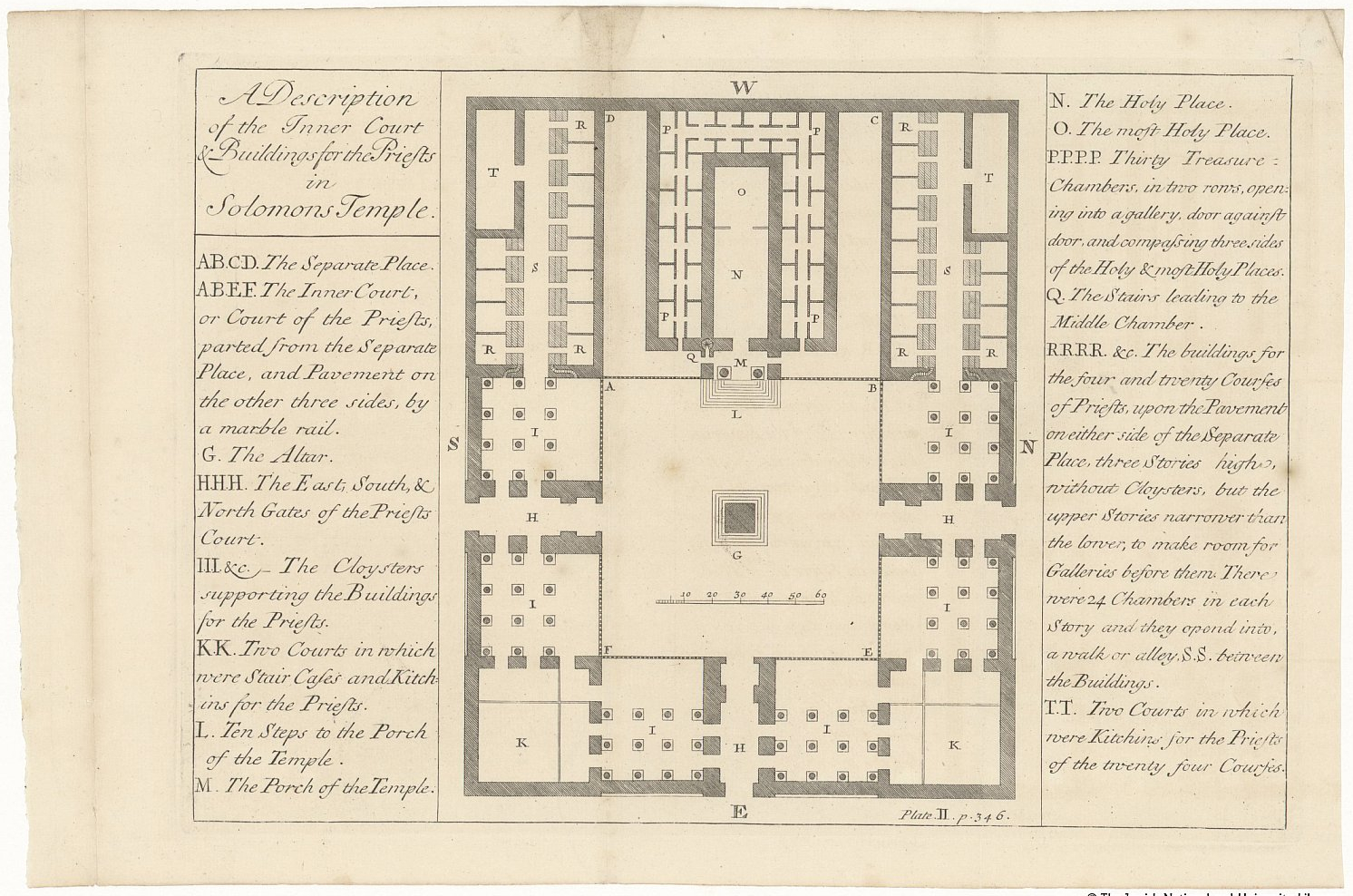
Чертёж Иерусалимского храма, выполненный Исааком Ньютоном

Исаак Ньютон считал Храм Соломона прототипом всех храмов мира. По его словам, «Храм Соломона самый древний из больших храмов. По его образцу Сесострис построил свои храмы в Египте, и отсюда греки заимствовали свою архитектуру и религию». В своём труде Ньютон посвящает большую главу (гл. I) описанию устройства Храма Соломона.
Устройство храма, его архитектура оказали значительное влияние на строительство еврейский молитвенных домов в Европе.
Храм Соломона был для него чертежом Вселенной, носителем всех тайн мира, и он верил, что законы природы и Божественная Истина закодированы в его строении и в пропорциях между различными его частями и, изучая размеры Храма, можно их расшифровать. Ньютон посвятил вычислению устройства Иерусалимского храма все последние годы своей жизни.

### В масонстве

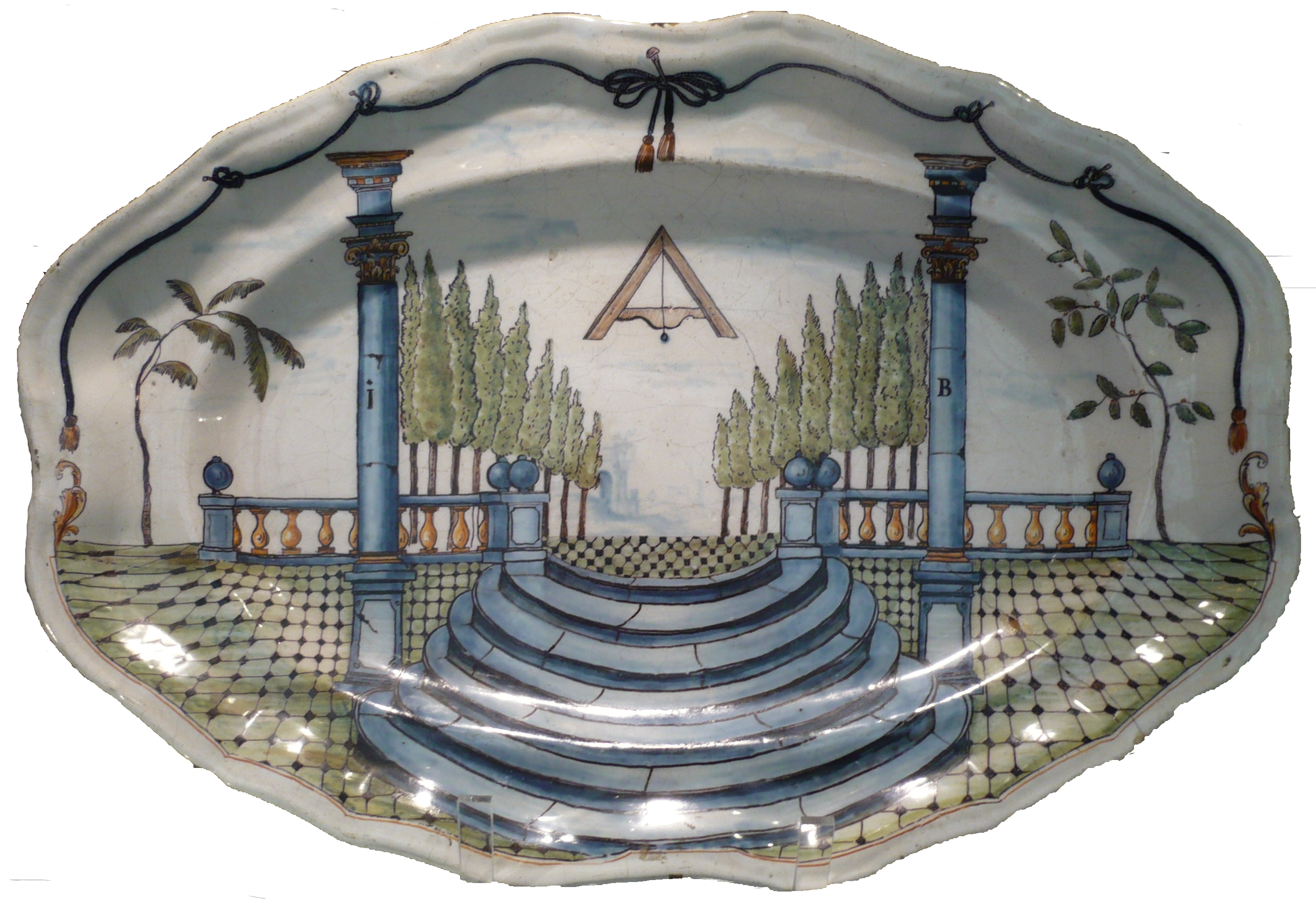
Символы масонства

Строение Иерусалимского храма оказало значительное влияние на идеи масонства (братства «вольных каменщиков»). Храм является центральным символом масонства. Как сказано в энциклопедии масонства (издания 1906 года):
Каждая ложа есть символ иудейского храма.
Согласно масонской легенде, возникновение масонства восходит ко временам царя Соломона, который
есть один из искуснейших в нашей науке, и в его времена существовало много философов в Иудее.
Они соединились и «представили философическое дело под видом сооружения Храма Соломонова: эта связь дошла до нас под именем Свободного каменщичества, и они по справедливости хвалятся, что взяли своё начало от сооружения храма».
Среди прочего, большое значение в учении масонства придаётся колоннам Храма Соломона, которые носили название Яхин и Боаз.

Врата для посвящаемого, выход к свету для ищущего, колонны храма Иерусалимского. Б:. — Северная колонна и Я:. — Южная колонна. Символические колонны напоминают исписанные иероглифами обелиски, которые возвышались перед египетскими храмами. Их находят и в двух округлых порталах готических соборов.
<…> Северная колонна также символизирует разрушение, первозданный Хаос; Южная — созидание, упорядоченность, систему, внутреннюю взаимосвязь. Это Земля и Космос, Chaos и Amber.
Между колоннами Храма могут изображаться ступени, которые символизируют испытания стихиями при прохождении масонского посвящения.
— Символы Масонства. Главные символы масонов! — Масонская Ложа К. Огинского 